# أبو عبد الله أديلابو
عبد الفتّاح أبو عبد الله تَائيي أيجيري أديلابو (بالإنجليزية: Abdul-Fattah Abu-Abdullah Taiye Ejire Adelabu)‏ أو ببساطة الشيخ أديلابو المعروف أيضًا باسم الإفريقي أو الشيخ الأفريقي هو باحث وكاتب وأكاديمي وناشر ورجل دين بريطاني مسلم من أصل نيجيري من أوسوغبو ، عاصمة ولاية أوشون ، نيجيريا.
درس أديلابو الدراسات العربية والإسلامية في دمشق ، سوريا ، وحصل على دبلوم الدراسات العليا والماجستير والدكتوراه.

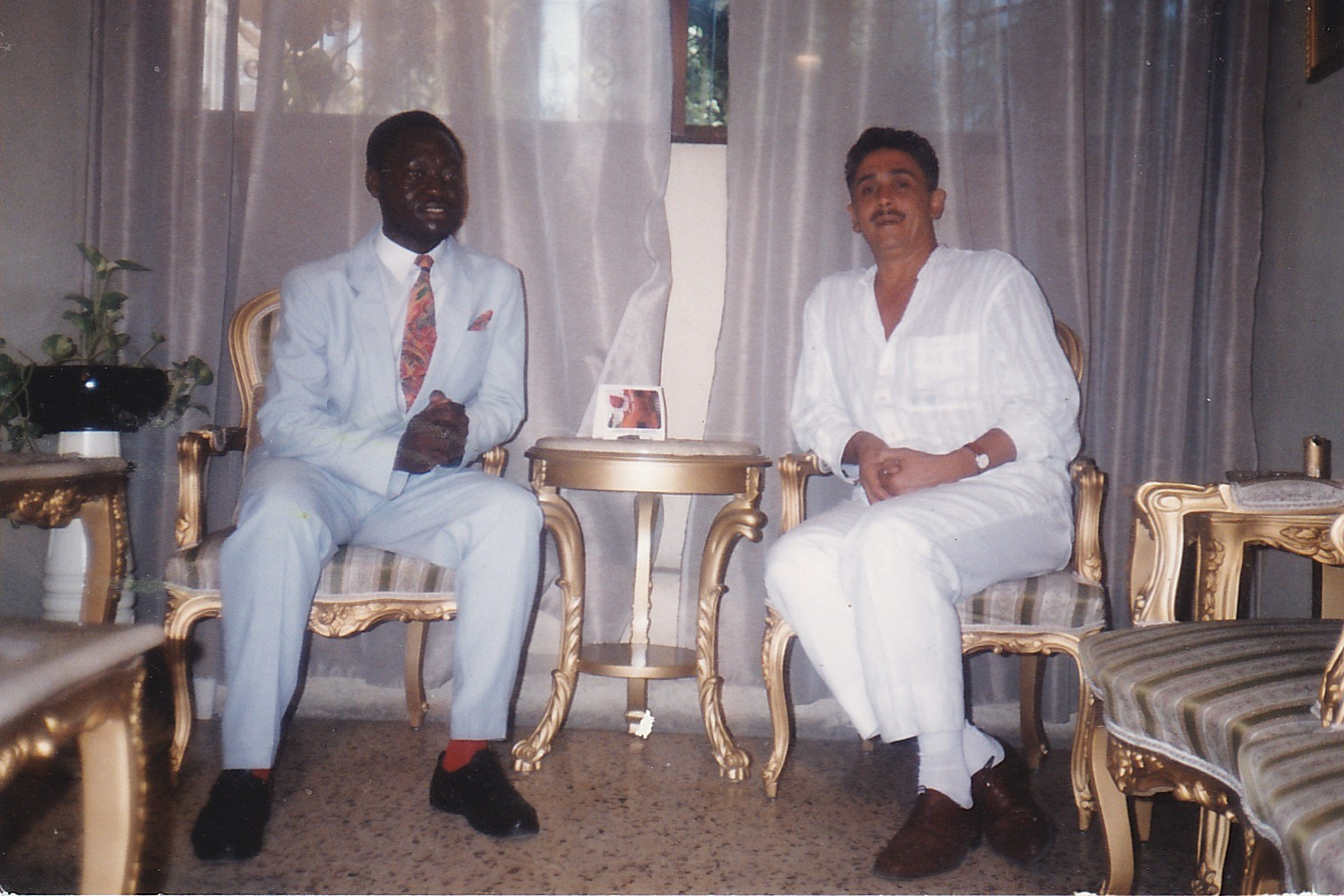
استقبل الدكتور أديلابو منتصف التسعينيات من قبل مسؤولين سوريين مؤثرين في دمشق لمناقشة أفكاره وخدماته للطلاب الأفارقة والمهاجرين الذين تقطعت بهم السبل.

## في المملكة المتحدة
كان الشيخ أديلابو باحثًا في الدراسات العربية والإسلامية في أكسفورد وكامبريدج ولندن في أواخر التسعينيات.  يعد أديلابو باحثًا في الدراسات الإسلامية والعربية ولغويًا وفقيهًا ومحاضرًا، وهو المؤسس والرئيس الأول لأوقاف أفريقيا وكلية أوقاف أفريقيا الإسلامية المفتوحة في لندن حيث يحاضر في الدراسات العربية والإسلامية. 

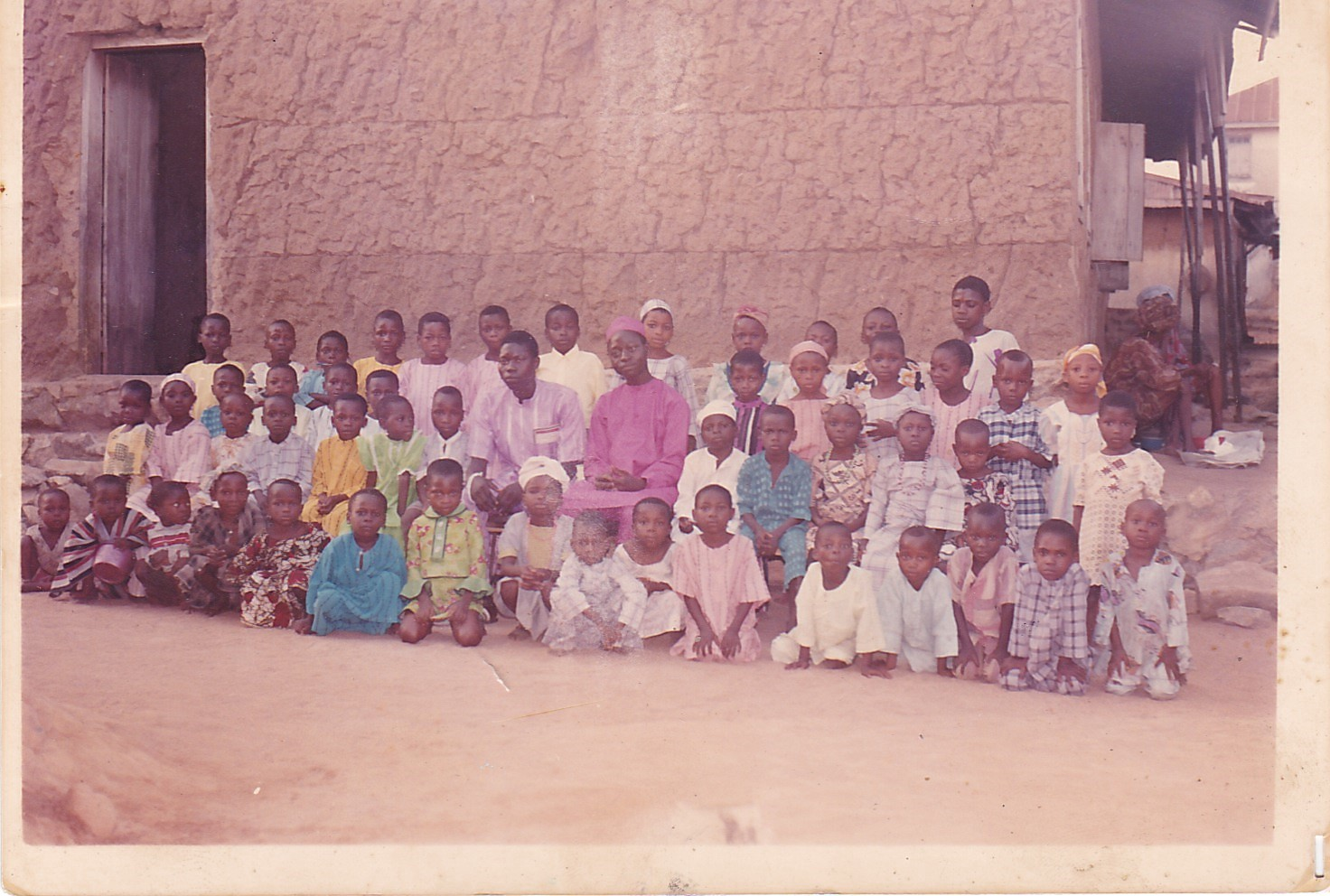
في أوائل الثمانينيات في مجمع كاجولا القديم بمسقط رأسه، ولاية أوسوغبو، أوشون ، نيجيريا، أنشأ الدكتور أديلابو، من مجمع إيا دودو، مدرسة محلية مجانية للأطفال مع طلابه القرآنيين الأكبر سنًا ومساعديه.

تشمل أعماله ومنشوراته الأكاديمية معجم عربي إنجليزي، ومعجم موسوعي للقرآن والسنة ، والإسلام في أفريقيا - غرب أفريقيا على وجه الخصوص، والتبشير والاستعمار في أفريقيا. كما أسس ونشر في المملكة المتحدة عام 1998 مجلة ديلاب الدولية - وهي ومجلة شرق أوسطية إفريقية آسيوية تغطي مجالات الدين والسياسة وعلم الاجتماع والأدب. 
أسس أديلابو البوابة الإسلامية الأفريقية دين الإسلام دوت كوم وإسلام افريقيا، وكلاهما تديرهما زوجته كمديرة ورئيسة تحرير، ويديرهما متطوعون من طلاب وأتباع أديلابو، خاصة في أوقاف أفريقيا وكليتها الإسلامية في لندن. 

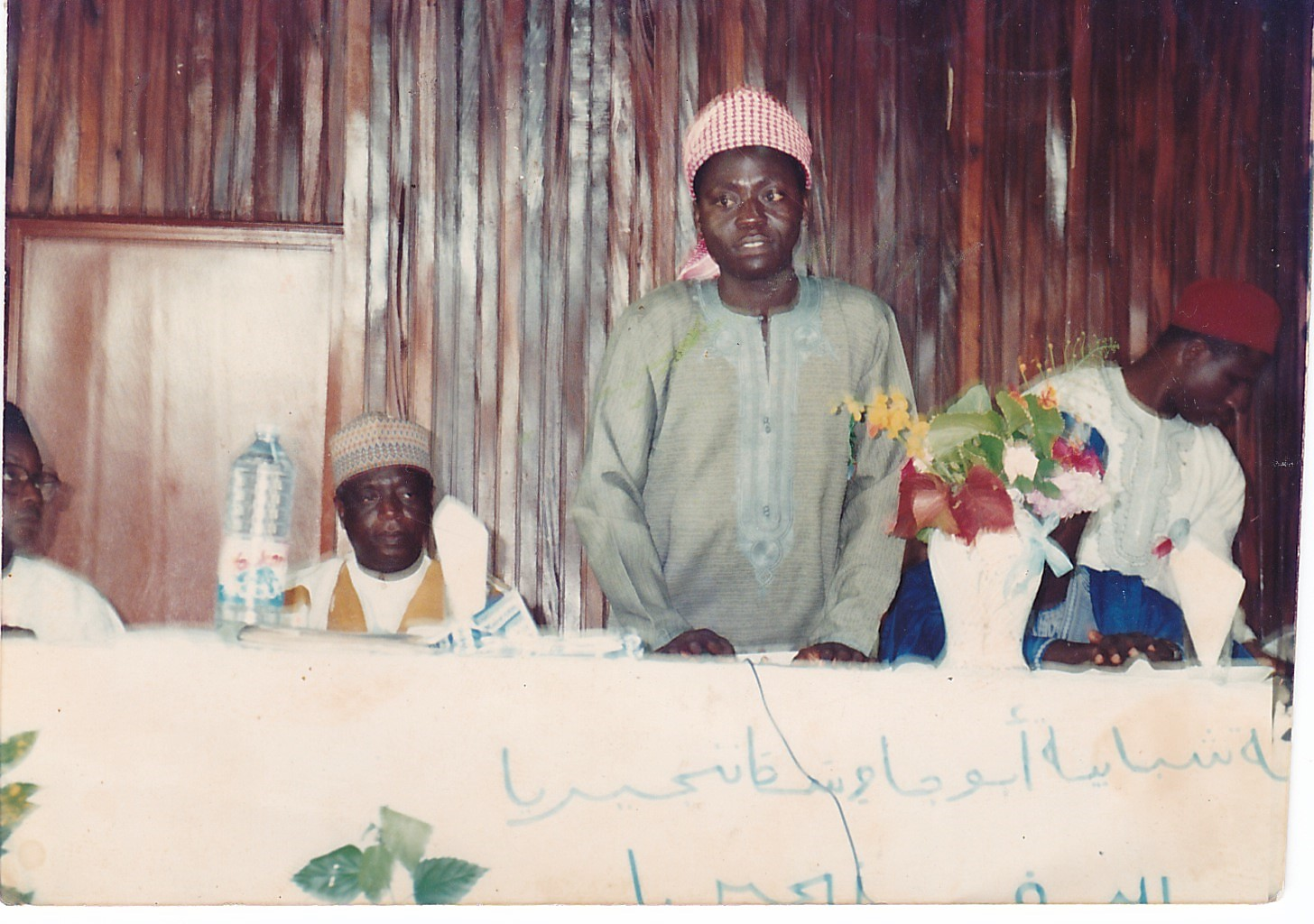
الشيخ الدكتور أديلابو عام 1989 كأول إمام يوروبي خلال مؤتمر وطني في غاركي ، أبوجا، نيجيريا

تشمل الأنشطة الدعوية للأكاديمي الأفريقي العمل كإمام خطيب سابقًا كملحق ثقافي كويتي في لندن، والعملككاتب عمود إسلامي في صحيفة العرب الدولية اليومية الليبية العربية في لندن،  وعمل كأول إمام ورئيس مبشر لرابطة الشباب الإسلامي بنيجيريا، أبوجا .
في المملكة المتحدة، تشمل مساهمات أديلابو التعليمية والمجتمعية تعيينه كمحافظ للمدرسة  في العديد من المجالس والمدارس والأكاديميات في لندن  حيث كان سفيرًا لمحافظي المدارس وممثلًا لها في مجلس مدينة وستمنستر بشأن الأطفال و لجنة سياسة وتدقيق خدمات المجتمع في عام 2013 ، بالإضافة إلى العمل كنائب رئيس منتديات المدارس ثلاثية الأحياء لـ كينسينغتون وتشيلسي، وبلدة لندن لهامرسميث وفولهام و مدينة وستمنستر . 

## في سوريا
كان الشيخ أديلابو طالباً في الدراسات العليا في دمشق في أوائل التسعينيات عندما قامت سوريا بمراجعة أمنها القومي بعد اتفاقيات أوسلو . شهدت سوريا، مثل العديد من البلدان الأخرى حول العالم، خلال هذه الفترة، طوفانًا من اللاجئين من الدول المضطربة بسبب الحرب مثل الصومال ،  وصول أشخاص من الجزائر خلال الحرب الأهلية ، وإعادة توطين الفلسطينيين بالإضافة إلى هجرة أفريقية أخرى ولأسباب أخرى كثيرة.  بصفته مندوبًا لاتحاد الطلاب الأفارقة والأمين العام لاتحاد طلاب غرب إفريقيا في سوريا ولبنان والأردن ، زار أديلابو السجون والمستشفيات خلال الوقت الذي قُتل فيه أو سُجن أو جُرح فيه أكثر من 10000 مهاجر أفريقي في مغامراتهم للوصول إلى الشرق الأوسط، العديد منهم بحثًا عن ملاذ آمن وآخرون للوصول إلى أوروبا للحصول على ما كانوا يتوقعون أن تكون حياة أفضل. 
أسس أديلابو مجموعة الطلاب الإفريقيين التطوعية بعد أن أرعبته أرقام القتلى الغير معروفين والغير مطالب بهم من المهاجرين المسجونين وأهلم المصابين من النساء والأطفال في المستشفيات .[بحاجة لمصدر] . وقد حظي بدعم كبير من رئيس المجمع العلمي السوري [الإنجليزية] ورئيس جامعة الدراسات العربية والإسلامية [الإنجليزية] عبد اللطيف صالح الفرفور [الإنجليزية] ، ومن عميد الدراسات العليا في الجامعة شوقي أبو خليل عميد كلية الآداب. - كلا الموقعين على الزمالة في المجمع العلمي السوري.  ودعا أديلابو إلى تبني القيم الإسلامية على نطاق أوسع، والتي ادعى أنها ستحدث تغييرات دائمة وإيجابية مع التعلم من آثار الاستعمار والعبودية والصراعات على السلطة.  ويذكر أن أشخاصاً مؤثرين التقوا به في منتصف عام 1995 لمناقشة أفكاره. 

## مشايخه
درس أديلابو على يد علماء في سوريا والمملكة العربية السعودية والأردن . ومن أساتذته ومرشديه:  
- عبد القادر الأرناؤوط ،
- شوقي ابو خليل .
- محمد سعيد رمضان البوطي ,
- محمد ناصر الدين الألباني .
- عبد اللطيف صالح الفرفور،
- عبد العزيز بن عبد الله بن باز ،
- محمد بن العثيمين ،
- وهبة الزحيلي ,
- شعيب الأرناؤوط ،
- مصطفى البغا ,
- محمد سعيد القاسمي.

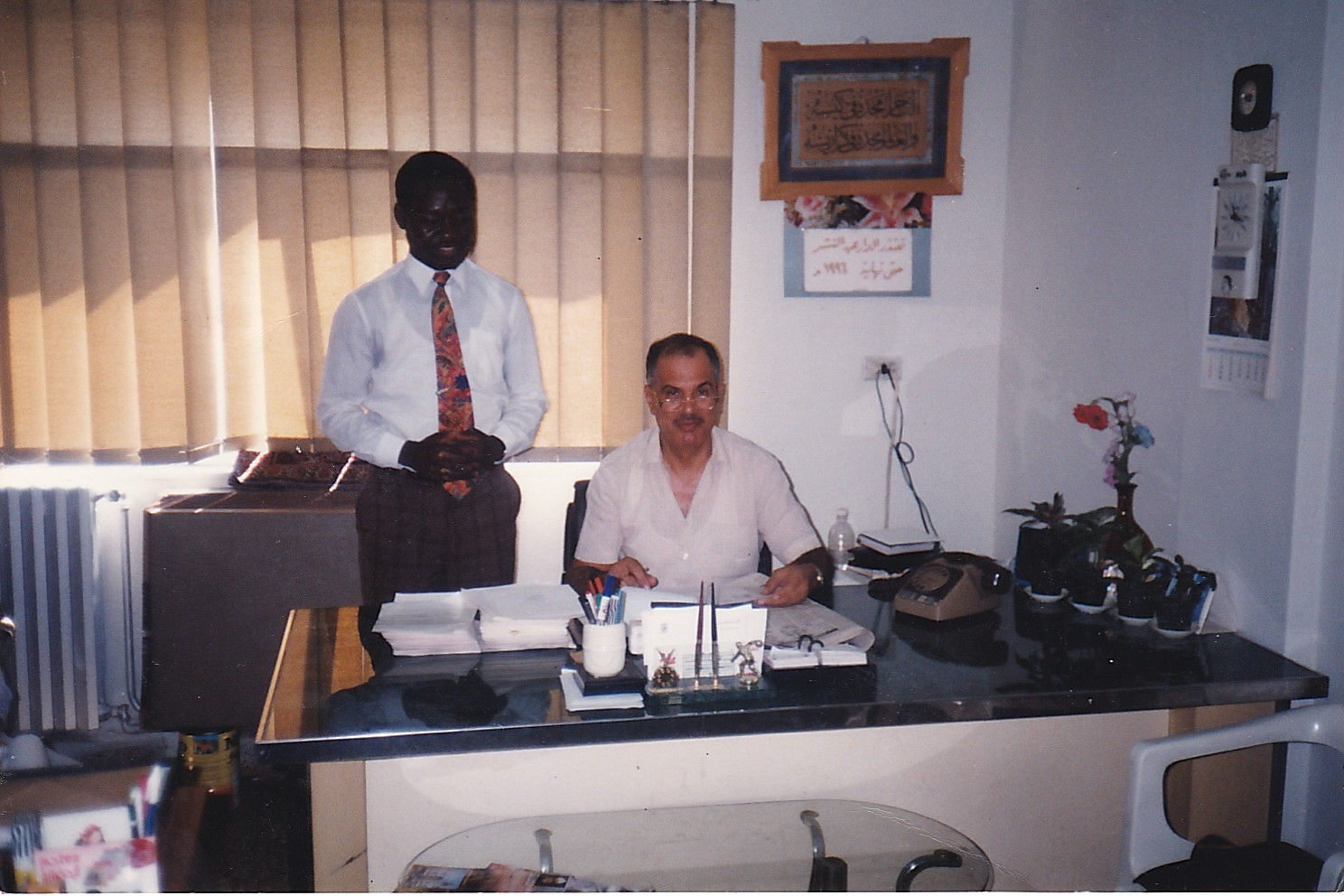
الدكتور أديلابو وأطروحة الدكتوراه مع الدكتور شوقي أبو خليل في حرم البرامكة بدمشق

مقره في لندن، أدت أعمال ومبادرات أديلابو الرائدة في التعاليم ومنشورات أساتذته ومرشديه مثل هؤلاء إلى أن يرجع الكثيرون إلى الخريج البريطاني السوري المولود في نيجيريا الفضل في الانتشار المستمر للإسلام (خاصة السلفي) في نيجيريا ودول أخرى حول العالم اليوم.   

## نشاطاته
قام الشيخ أديلابو بعدة نشاطات خلال مسيرته الدعوية من أبرزها: 
- مؤسس أوقاف لندن ومرشدها.
- المؤسس والأمير لكلية أوقاف إفريقيا المفتوحة بلندن.
- المؤسس والأمير لخيرية أوقاف إفريقيا لندن.
- إمام خطيب سابق في الملحق الثقافي الكويتي بلندن.
- مراسل إسلامي سابق لجريدة العرب العالمية الليبية في لندن.
- إمام ورئيس مجلس الدعاة لرابطة الشباب النيجيريين المسلمين.
- الداع المبعوث السابق للرابطة السعودية لإرشاد الدعاة إلي نيجيريا وإلى جمهورية بينين وإلى توغو.
- المدرس السابق بمدرسة العصابة الإسلامية إيادودو - أوشوبو